# Солом'янська Лія Лазарівна
Солом'янська Лія Лазарівна (5 травня 1907, Мінськ — 1986, Москва) — діяч радянського кінематографа, кінодраматург, сценаристка, журналістка.
Навчалась у Ленінградському інституті комуністичного виховання ім. Н. К. Крупської (1928—1929). Працювала на радіо, завідувала (з 1935 р.) сценарним відділом «Союз-дитфільму», потім — працювала в газетах і журналах.
Автор сценаріїв фільмів «Доля барабанщика» (1955), українського — «Військова таємниця» (1958), а також мультфільмів «Казка про Мальчиша-Кибальчиша» (1958) і «Ріккі-Тіккі-Таві» (1965, за однойменним оповіданням Р. Кіплінга).
У шлюбі з першим чоловіком, дитячим письменником Аркадієм Петровичем Гайдаром, 8 грудня 1926 року народився син Тимур.